# Sultanat d'Anjuan
El sultanat d'Anjuan fou un estat sobirà de l'oceà Índic en el que avui dia són les illes Comores, que va existir entre vers el 1500 i 1891. De 1843 a 1896 va estar sota semiprotectorat de França i des de 1896/1897 sota protectorat formal francès.

## Història

### Fundació i primers sultans
Al segle xv, Sima i Domoni eren establiments de l'illa que ocupaven una superfície reduïda (Sima unes 11 hectàrees i Domoni no se sap però segurament una mesura similar). Domoni, que gaudia d'un petit port protegit i una platja, va arribar a dominar políticament després d'un enfrontament amb Sima, del que informen diverses tradicions orals. Amb el domini de Domoni es va iniciar el sultanat que es va caracteritzar per les institucions polítiques centralitzades, una creixent jerarquia social i el desenvolupament de la ramaderia, que es va convertir en la principal font econòmica. A Mayotte, a la ciutat de Tsingoni, es va crear una mesquita en estil proper al de Domoni, la qual està datada el 1538 (la capital de Mayotte a Tsingoni s'hi mantindrà fins al final del segle xviii).
La mesquita de Domoni és considerada shirazi. El nom de shirazi es refereix en les fonts orals (i després a les escrites) de la costa swahili, les Comores i Madagascar, als musulmans suposadament procedents en un temps llunyà (abans del segle xvi) de l'exterior, en general de Pèrsia (de Siraz a Fars), establint-se a l'Àfrica oriental. Aquesta identitat reclamada pels que arribaven els va permetre legitimar posicions de domini social. Les tradicions de l'illa d'Anjuan esmenten dos episodis de l'arribada dels musulmans anomenats shirazis, que haurien precedit als Bā'Alawī. La primera presenta Husayn ben Ali al-Farsi, líder a Anjuan antigament, i la segona, a Muhammad ben Isa Al-Shirazi, que havia fugit del Benadir Somali on va regnar durant un temps per marxar a principis del segle xv a Anjuan. Ell mateix, o el seu fill Hassan, hauria fundat la dinastia d'Al-Maduwa, inicialment a Sima, per a continuació, moure la seva capital a Domoni (el sultà Hassani el Shirazi Madoua o Hassan Maduwa és considerat el fundador del sultanat). Després un xerif del llinatge al-Ahdal, resident a Pate, hauria estat cridat a Anjuan al segle xv pel sultà al-Maduwa per casar-se amb la seva filla. llavors hauria regnat el fill del matrimoni (que junt a un besnet a la fi del segle xvii, foren els dos únics Al-Ahdal que van regnar) de nom Mohamed ben Hassan.
El 1598, una neta d'Hassani al-Shirazi, Halima Djoumbé I, va regnar a Anjuan almenys fins al 1615 i la va seguir el seu fill Sultan Maouana Idarous, seguint altre cop una princesa, Manaou Idarous, que regnava el 1645; es va casar amb Alaoui al Masela (o al-Masila), provocant un canvi de dinastia. Després d'al-Masila va regnar la seva filla Halima Djumbe II (1693) que es va casar amb Abu Bakr ben Salim, provocant un nou canvi de dinastia però sempre branques del llinatge Bā'Alawī per línia femenina.
Després del seu fill, Sultan Salim (vers 1711-1741) la seva neta Djumbe va rebre el tron; es va casar amb el seu cosí, Ahmed Said, qui també era descendent de Hassani al-Shirazi, que va prendre el títol de sultà. El seu llarg regnat es va veure ennuvolat més tard per les revoltes camperoles contra l'impost i contra els privilegis de la gent de les ciutats. Després d'haver tingut la idea desafortunada, de sufocar la revolta emprant guerrers sakalaves de Madagascar, aquests es tornaran contra ell; Domoni fou assetjada i conquerida i el vell Sultà Ahmed Said va abdicar (1792) i el seu successor Abdallah I Mougne Fani, besnet del sultà Manaou Idarous, va decidir el trasllat de la capital a Mutsamudu. Així el 1792 van quedar unides la capitalitat administrativa i l'econòmica.
Els fundadors al-Maduwa i els llinatges xerifians mai van deixar d'aliar-se per matrimoni i disputar-se el poder: vinculats per una relació estreta, regnaren de forma contínua al seu torn respectiu, d'acord amb la lògica de llinatge. Durant segles Anjuan va estar sota l'autoritat i les lleis d'un sobirà que pertanyia a una o altre branca d'una mateixa família, els descendents d'al-Hassani al-Shirazi Madoua (Maduwa).
Com que la llei sàlica no s'aplicava, el poder va anar a mans sovint dels descendents d'Hassani al-Shirazi. Per matrimoni amb alguns prínceps a vegades estranys a la descendència d'Hassani al-Shirazi, les princeses van iniciar "dinasties" que ja no portaven el nom d'al-Maduwa (El-Masela o Masila i Aboubakar ben Salim), però els membres en línia directa descendien sempre per les dones del primer sultà de la dinastia. El sobirà estava assistit per un Gran Consell, el Mandjelissa, que reunia els grans notables de l'illa, i pel seu paper en la successió feia del sultanat una monarquia electiva, almenys entre els descendents de Hassani al-Shirazi. El Mandjelissa havia de conèixer sobre importants qüestions polítiques, inclosa la fixació d'impostos; també de les relacions amb els països estrangers. Els procediments administratius foren descrits pel tinent del vaixell Frappaz el 1820: "El Sultà, altament respectat, és la primera persona de l'estat. No té un poder absolut, i no pot fer res sense el consell d'una assemblea permanent composta pels principals dirigents de l'illa. No obstant això, té el dret de gràcia als condemnats, i cap execució no pot fer-se sense haver col·locat a la sentència el segell del sultà. També presideix els tribunals i és accessible al més petit dels seus súbdits". Reconeixent la realitat de l'estat d'Anjuan i l'autoritat del sultà, anglesos i francesos van intentar tractar amb ell els segles xviii i xix. Però el govern d'Anjuan, que es malfiava, va evitar sempre quedar vinculat per qualsevol document.

### Viatges dels europeus
Les dues principals ciutats de l'illa, Domoni i Mutsamudu, compartien funcions administratives; Domoni era la capital "administrativa", seu del sultanat i Mutsamudu la seu del Mandjelissa; Mutsamudu estava sota l'autoritat d'un governador o visir i tenia un paper del capital econòmica i per les relacions exteriors durant les escales de vaixells europeus en la ruta a l'Índia. Es pot afirmar que a finals del segle xviii, i a diferència de les illes veïnes, Anjuan probablement formava ja feia molt de temps, un verdader estat i no un cacicat del tipus africà; era un regne amb un sobirà, flanquejat per un govern l'autoritat del qual s'estenia a la totalitat de l'illa, un exèrcit i un tresor alimentat per recursos ordinaris ".
Els europeus, els testimonis dels quals són les principals fonts, descriuen per primera vegada les activitats dels intermediaris en el comerç a Anjuan. John Ovington va observar en 1690 l'estreta relació entre Anjuan i Pate: "La gent d'aquesta illa van a comerciar a Patta (Pate) a la costa oriental d'Àfrica, on porten arròs. "El més visible és la tracta d'esclaus, en la qual la gent de l'arxipèlag de Lamu i les Comores són actius. Pieter van der Broecke va notar el 1614 com feien viatges entre l'illa i Madagascar, on compraven arròs i mill, ambre gris i esclaus, i després anaven a la mar Roja, on ho intercanviaven amb teles índies i opi. Enllaços directes existien entre Anjuan i Hadramaut, en particular en el context del tràfic d'esclaus. Eren especialment visibles els moviments dels vaixells en els ports d'Aràbia del Sud identificats a principis del segle xvii pels funcionaris de la Companyia Holandesa de les Índies Orientals i compilats per G. C. Brouwer. Thomas Vernet també va informar sobre la sorpresa de Sir Thomas Roe, quan es va creuar a Anjuan amb el pilot musulmà d'un vaixell de comerç d'esclaus de Madagascar, que tenia una carta bastant elaborada i era expert en el viatge de Mogadiscio, on va néixer, i Cambay. D'altra banda, des del començament del segle xviii, els cargols de mar eren capturats a Anjuan i exportats per naus procedents de l'Índia. Per tant, l'illa tenia un lloc en aquest comerç que es va desenvolupar a la costa swahili cap a la meitat del segle, principalment l'arxipèlag Lamu. Els europeus, la presència dels quals aniria ampliant les xarxes de persones de Mutsamudu enfocada a la demanda de productes agrícoles locals, van forçar a organitzar millor aquest producció.
Els europeus buscaven sobretot queviures, cosa que va motivar les seves primeres parades a les Comores. El 1607, un vaixell va comprar a Anjuan 366 bovins i 276 cabres; una altra el 1617, va comprar 130 bous (100 dels quals els van haver d'esperar uns dies, ja que es van haver de portar d'altres illes); un tercer vaixell, el 1634, va comprar 79 bovins i 27 caprins. A canvi, el ferro era la primera gran demanda dels habitants de les Comores i, per a qualsevol objecte de ferro, incloent les campanes petites que el capità Bonnel va intercanviar el 1618, oferien cabres, bous i (probablement a Moheli) closques de tortuga. El 1673, John Fryer admirava "la forma en què transformaven el ferro vell (cosa molt buscada) en ganivets i eines afilades com fulles d'afaitar.
El paper dels comerciants locals encara sembla limitat a la fi del segle xvii i principis del segle xviii, ja que eren pocs i probablement compartien els costos i els beneficis amb els seus associats d'Hadramaut i Oman. John Pike, sobrecàrrec de la nau Rochester, no va veure a Anjuan el 1704 més que cinc grans vaixells pertanyents a insulars, dos al "governador" (segurament el sultà) i 3 al capita "Boomadey". D'altra banda, els viatgers africans orientals (o de les altres illes Comores) que anaven a Aràbia i l'Índia no eren només comerciants: hi va haver entre ells emissaris polítics, pelegrins i estudiants religiosos.
Juntament amb el comerç a llarga distància, hi ha episodis cíclics de venda de captius de guerra o altres presoners. El 1783, el sultà d'Anjuan i el seu consell, mancats de braços per a la propera collita, van atacar Mayotte sota un pretext polític: presoners convertits en esclaus es van repartir entre els poderosos que els explotaven o els venien. Els mahorais mateixos havien venut el 1710 a comerciants musulmans ("àrabs") alguns navegants europeus que havien capturat.
Primer van ser les parades freqüents de vaixells europeus a Mutsamudu des del segle xvi. Les naus compraven menjar, el sultà i el seu visir van tractar de proporcionar-los el millor. Només pels francesos al segle xviii, es compten almenys cinquanta vaixells que van estar amarrats a Mutsamudu; però hi havia també vaixells anglesos, portuguesos, holandesos, i més tard nord-americans. La parada d'Anjuan era molt popular entre els europeus, la qualitat de les possibilitats de recepció i el subministrament que oferia l'illa que s'endevinava pròspera.
En el segle xviii, les exaccions dels pirates francesos (Surcouf, Lablache) foren una oportunitat per a l'intercanvi de correus entre el sultà d'Anjuan i els governadors successius a Port Louis a l'Illa de França (Maurici) amb compensacions proporcionades al sultà a títol de reparació. En 1802, després del bombardeig del carrer Saint-Nicaise, França va demanar al sultà Abdallah II de rebre trenta-dos dels anomenats deportats "jacobins", entre els quals hi havia el general Rossignol; el sultà va acceptar fàcilment, ja que el capità Lafitte, "enviat especial del governador de l'Illa de França al sultà d'Anjuan" li va portar tres canons, armes de foc i diversos regals.

### El darrer segle dels sultans
A Abdallah I Mougne Fani (1792-1803) el va reemplaçar un descendent de la branca major de la família de Hassani al-Shirazi Madoua, Alaoui I (1803-1821), que Abdallah I havia tingut com el seu visir. El seu fill Abdallah II (1821-1836) el va succeir . Hospitalari, com són tradicionalment els anjuanesos, Abdallah II es va complicar la vida acceptant donar refugi a prínceps malgaixos expulsats de Madagascar.
A Mayotte, governada per Boina Combo, teòricament vassall del sultà d'Anjouan, va ser acollit el 1832 el príncep Andriantsoli (Dia-Ntsoli), destronat com a rei de Boina a Madagascar. Ajudat per alguns dels seus subjectes que l'havien acompanyat en el seu exili, va tenir èxit en pocs anys en eliminar el sultà legítim i prendre el seu lloc. Per restaurar els seus drets d'alta sobirania, Abdallah II va organitzar el 1835 una expedició reeixida a Mayotte; els gran notables de l'illa van confirmar els drets del sultà d'Anjuan per un tractat que fou aprovat en presència d'un representant del governador britànic del Cap, el 19 de novembre de 1835. Andriantsoli va ser nomenat governador de Mayotte; però va rebutjar ràpidament qualsevol sobirania i es va proclamar altre cop sultà de Mayotte. No obstant això, tement amb raó, una nova acció del sultà d'Anjouan per recuperar els seus drets, i la planificació per recuperar un punt de suport a Madagascar, es va afanyar a posar-se en contacte amb representants del governador de l'illa Borbó, per vendre Mayotte a França.
A Anjuan mateix, Abdallah II havia donat refugi al hova Ramanateka, governador de Majunga, i pretendent a la successió del rei de Madagascar, Radama I. Acollit el 1828, Ramanateka va intentar el 1831 enderrocar al seu benefactor; per desfer-se de Ramanateka, Abdallah II el va enviar a Moheli, amb el títol de governador. Ramanetaka es va fer musulmà i no va trigar a proclamar-se sultà. Després d'una primera expedició per recuperar els seus drets, Abdallah va patir un naufragi que el va tirar a la costa de Moheli. Fet presoner per Ramanetaka, va hacer de cedir Anjoan a Ramanateka (1832) que hi va nomenar sultà a Ali ben Salim, però el 1833 els britànics van restablir a Abdallah per la força. El 1835 o 1836 Ramanateka fou derrotat a Moheli pel sakalava Adriantsoli i Moheli va retornar a poder d'Anjuan; però després Adriantsoli fou nomenat governador de Mayotte, illa on es va revoltar i que va cedir a França (1841) sense autorització del sultà. Ramanateka va acabar recuperant Moheli i fent presoner a Abdallah II que va morir molt aviat a les seves presons.
Aquesta captura, una situació bastant sense precedents per als anjuanesos, va fer que fos extremadament difícil la successió Abdallah II; el seu fill, Alaoui II (1836-1840), amb ganes de venjar al seu pare, només va aconseguir debilitar la seva posició, ja que els seus oncles, germans, Abdullah II, consideraven perillosa i sense esperança d'una expedició de càstig contra Ramanateka. De 1837 a 1840, una situació similar a l'anarquia va predominar a Anjouan; al novembre de 1840, Alaoui II va abandonar el poder i va fugir a Moçambic. Un germà d'Abdallah II, fill com ell del Sultà Alaoui I, príncep Hassan Said, va prendre el poder sota el nom de Salim II ben Alaoui (1840-1855).
Aquest immediatament va reafirmar "la doctrina constant dels sultans d'Anjouan en relació amb les dues petites illes. Igual que Moheli, Mayotte era part integral dels seus dominis, i només ell la podria cedir a qualsevol potència" (agost de 1840). Una nova expedició d'Anjouan a Mayotte, al novembre de 1840, fou un semi-fracàs. Potser per això, quan l'enviat de França va arribar a la cort de Salim II per notificar la imminent venda de Mayotte (el tractat amb Andriantsoly es va signar el 25 de d'abril de 1841) "només va poder repetir les declaracions que havia fet a l'agost de l'any anterior: Andriantsoly, proclamat sultà de Mayotte, havia fet una usurpació pura i simple; i, ell mateix, l'amo legítim de l'illa, no tenia cap intenció de cedir-la. Davant de la resolució dels francesos però, va preferir compromís, dient que donava el seu consentiment per a la transferència a canvi de les rendes duaneres del port de Mayotte.
El sultà Salim II va morir l'agost de 1855. El seu fill, que havia rebut una educació de tipus europeu a Port Louis, el va succeir sota el nom d'Abdallah III (1855-1891). El títol de sultà, anteriorment prestigiós, s'havia devaluat a la segona meitat del segle xix per l'ús que en va fer molts petits líders musulmans. Abdallah III va preferir ser anomenat Rei d'Anjuan, un títol que li va ser reconeguda pels cònsols britànics a Zanzíbar, i pels plantadors estrangers.

### El sultanat
Fundat com un estat de tipus monàrquic, amb caràcter hereditari temperat per una selecció electiva, la realitat de la nació fou encara afirmada per la reivindicació de sobirania d'Anjuan sobre Mayotte i Moheli. Ja s'esmenta a principis del segle xvii (1614) per Walter Payton. Diverses expedicions van tractar de restaurar el domini (a més de les ja indicades més amunt, n'hi va haver el 1750, 1789 i 1794. Fins i tot sembla que alguns sobirans d'Anjuan van somiar amb l'ampliació de la seva autoritat a Grande Comore (Gran Comora), i de vegades van enviar tropes a les guerres que van assolar l'illa. No obstant això, el manteniment estricte d'aquestes afirmacions encara era difícil a causa de la insularitat; s'enfrontava, especialment al segle xix, a les pretensions de sobirania que, en referència a un passat molt llunyà, els sultans de Zanzíbar i Mascat expressaven sobre la Gran Comora i Moheli (però, significativament, mai sobre Anjuan). D'altra banda, sota la pressió de França aspirant a la conquesta de tot l'arxipèlag, els sultans d'Anjuan finalment hi van renunciar després de la pèrdua de Mayotte.
La manera com el sultanat d'Anjuan tractaven amb les potències europees també confirma l'existència objectiva d'un estat nacional, l'únic a l'arxipèlag que era reconegut com a tal. Hi va haver nombrosos contactes entre el sultà d'Anjuan i representants del govern francès durant els esdeveniments que havien de portar a la venda de Mayotte.
De la mateixa manera hi va haver projectes de tractats per a l'establiment dels anglesos (1770, 1803, 1824) o francesos (1774, 1816, 1819) en el sultanat. Projectes que van xocar amb la reticència dels sultans d'Anjuan per lligar-se a les potències estrangeres de les que no entenen l'idioma, i que pensaven que no podien confiar (el tractat de 1884 amb França, amb variacions significatives entre el text francès i el text shindzwani, tristament il·lustren com aquesta desconfiança era justificada).
Però al començament del segle xix, va néixer el gran moviment de l'imperialisme colonial que va culminar amb la presa de control per la força del continent africà per les potències europees. Des de 1840, les negociacions per establir tractats amb l'estat d'Anjuan es van recolzar en la presència de vaixells de guerra de la nació en qüestió a Mutsamudu, limitant òbviament la lliure voluntat del sobirà.

### Establiment del protectorat
El 1843, el sultà Selim II no es va poder oposar a un tractat de protectorat que li "va suggerir" França, més que a canvi d'una declaració de renuncia a tots els drets a Mayotte el 19 de setembre de 1843. Dos vaixells de guerra francesos estaven ancorats al port, i amenaçaven la capital.
Salim II va considerar, a continuació, compensar les pressions de França, signant amb Anglaterra un tractat antiesclavista (8 de novembre de 1844), que només li va donar quatre mesos per retirar l'esclavatge, cosa que era completament irreal. Va exigir l'establiment d'un consolat de la Gran Bretanya a Mutsamudu, portat a terme el 1848, i va concloure un tractat comercial anglo-anjouanès el 3 de juny de 1850. També va obrir el seu estat a l'establiment d'un colon anglès, William Sunley (1852), a comerciants indis i més tard a un metge nord-americà, BF Wilson, de qui esperava rebre una cura, a qui li va donar una concessió agrícola bastant gran a Patsy, prop de Mutsamudu.
Feliç coincidència, es va trobar que el govern de Lluís Felip, després de diversos intents fallits el 1843, va decidir al maig de 1844 de no fer efectius aquests projectes de protectorat. França en aquell temps es dedicava a consolidar i organitzar la seva presa de possessió de Mayotte, i buscava evitar accions no desitjades que posessin definitivament Anjuan en braços dels anglesos. Regularment, els vaixells de guerra francesos van continuar arribant a Mutsamudu; però era, per ara, en un nou clima d'amistat i cooperació.

### Darrers regnats
Quan els francesos van prendre Mayotte el 1841 (oficial el 1843), els britànics de l'Illa Maurici va considerar apropiat establir un cònsol a Anjuan. William Sunley, es va traslladar allà el 1852 i es va convertir en conseller del sultà Selim o Salim, al que va ajudar a garantir la seva successió en la persona del seu fill Abdallah III. Abans de la seva mort, Salim va garantir a Sunley una concessió de quaranta anys al sud de Domoni, davant d'un bon port, una zona que arribava a les 280 hestàrees. Amb 500 treballadors, l'anglès va crear una bella plantació, descrita en 1861 per l'explorador Livingston, que va venir a demanar-li homes per les seves exploracions africanes. El 1873 Sunley tenia quatre assistents europeus i 800 treballadors remunerats o esclaus de nòmina treballant per tres cinquenes parts del percebut pels seus amos, principalment Abdallah III. L'americà Wilson arribat el 1871, a poc a poc va prendre el lloc de Sunley com a assessor estranger del sultà; va obtenir d'Abdallah III la concessió de 2.000 hectàrees amb un contracte d'arrendament de trenta anys a Patsy, en les muntanyes de Mutsamudu.
El 1851 Estats Units va enviar vaixells a Anjouan, i va imposar al sultanat un tractat comercial privilegiat.
A la mort de Salim II, el 1855, el seu fill Abdallah III, el va succeir sense problemes (1855-1891). Va semblar ansiós per mantenir bones relacions amb un poder formal del que el seu pare havia experimentat el perill; va proporcionar a Dzaoudzi bous i va pagar per al servei postal que França va assegurar a la colònia; també es va aprofitar de l'activitat comercial de la gran colònia d'anjuanesos a Mayotte. La pau que va regnar aleshores durant quaranta anys va permetre que el sultà de absentar-se per una vista a Maurici i Reunió per rebre tractament mèdic (sense gaire èxit).
Però la situació era madura per l'establiment del domini francès. La conclusió dels tractats, i la introducció de grans propietaris estrangers en el territori desestabilitzaria gradualment el país. L'esclavitud encara era florent a la regió, fins i tot en les colònies franceses de Reunió i Mayotte. Era la peça central de les estructures socioeconòmiques de les illes tropicals. La seva eliminació, tot i que era legítima i desitjable, només podia fer-se de forma gradual sinó es volia alterar el delicat equilibri polític d'una nació en la qual la monarquia havia de tenir en compte a una aristocràcia de notables que tenien institucionalment alguna cosa a dir en l'adhesió i manteniment al poder del sobirà. El 1866, França va establir un virtual protectorat a Anjouan, i fins i tot utilitza la marina per vèncer les reticències del sultà.
Encara que els britànics van fer signar acords als reis de les Comores per posar fi a la tracta (el 1844 a Anjuan, el 1854 a Moheli i el 1861 a Ngazidja o Gran Comora), aquests acords no foren respectats, especialment quan els signants eren expulsats del poder. El comerç d'esclaus seguia sent crucial per a l'enriquiment dels reis i per la seva permanència en el poder al segle xix. La colonització de Mayotte va obrir un mercat molt proper. El 1849, a través dels seus gendres anjuanesos, el rei de Bambao (Ngazidja/Grande Comore) Ahmad conegut com a Mwenye Mkuu va negociar amb els francesos la contractació dels treballadors que enviava a Mayotte. El comandant de Mayotte senyalava el 1860 els drets de sortida cobrats pels sultans d'Anjuan i Gran Comora per cada un dels homes, i les despeses de corretatge dels ministres i dels intèrprets, que enriquien una petita elit.
La lluita contra l'esclavitud no preocupava als propietaris d'Anjouan, tant colons com notables. Sunley (tot i el tractat anglo-anjouanès de 1845) i Wilson, així com el sultà i tots els notables d'Anjuan practicaven l'esclavatge. Però com que Sunley, cònsol de la Gran Bretanya, va ser el primer a fer-ho - cosa que li va retreure que el seu amic, el gran Livingstone, durant les seves visites a Domoni - es va deixar en suspens el tractat de 1844. La preocupació dels amos, la impaciència dels esclaus als que s'havia fet una promesa d'alliberament, va fer créixer un estat d'ànim revolucionari, accelerat amb la notícia de la lluita contra el tràfic a la zona (captura de vaixells d'esclaus; emancipació dels esclaus a Mayotte al juliol de 1847, intents d'humanització de l'esclavatge dirigits per Sunley fins i tot a Anjuan). Les pressions estrangeres de tota mena van complicar la tasca del sultà, i especialment soscavaven la seva autoritat.
Primer va ser la pressió dels Estats Units, amb el tractat d'"amistat i comerç" de 4 octubre 1879, signat sota l'amenaça dels canons de la fragata Ticonderoga al port de Mutsamudu. Llavors, per donar suport al seu compatriota Wilson, les visites de vicecònsol dels Estats Units a Zanzíbar, va aparèixer el vapor Akola al novembre de 1884 i el Comodor Harrington, a bord de la corbeta Juanita un any més tard.
En el costat anglès les intervencions freqüents dels cònsols, Napier i després Sunley, es van barrejar a les lluites de poder, advocant pels comerciants de l'Índia, sovint prenent el costat de l'oposició local. Hi va haver principalment el tractat de 1882 que prohibia immediatament el comerç d'esclaus, i fixava el 4 d'agost de 1889 com a termini per a l'emancipació de tots els esclaus en el territori d'Anjuan. A això va seguir, el 1884, una revolta d'esclavistes criticant al sultà per haver signat aquest compromís; Abdallah III s'hi va enfrontar amb èxit. Però haver de cedir a la pressió estrangera, cosa que li va soscavar el seu prestigi i autoritat.

### Nou protectorat
Hi va haver, sobretot, després de la Conferència de Berlín (1884-1885), que havia donat a França via lliure al canal de Moçambic (26 de febrer de 1885), una represa de l'acció imperialista de França, que portaria a la nació d'Anjuan a la ruïna en pocs anys.
El 21 d'abril de 1886, el sobirà signava amb el representant de França un conveni consagrant "les relacions d'amistat existents des de feia temps" i garantia "la preponderància de França a Anjuan." Va fer inscriure els drets del príncep Salim, el seu fill gran, a succeir-lo. Però, al mateix temps, el text francès l'obligava a "no fer tractats amb qualsevol altre nació i no concedir drets als estrangers sense el consentiment de França" i "prendre les mesures per a l'abolició de l'esclavatge en el seu regne ". El conveni, però, va ser curta durada, ja que el govern francès volia concretar-lo mitjançant la instal·lació d'un resident francès i la creació d'una escola francesa a Mutsamudu, més del que Abdallah III pensava concedir. Al mes d'agost, va protestar contra serioses diferències entre els texts swahili i francès.
Amb l'esperança d'obligar-lo, França va enviar a l'octubre el creuer Le Limier a Mutsamudu. Però el sultà es va seguir oposant; sabia que si cedia, seria deposat per traïció al país i a l'Islam. Els seus germans, Mohammad i Othman, estaven a punt per prendre el poder. Per tant, va rebutjar més concessions, i va tractar en va d'atraure els anglesos de Maurici.
Un nou intent d'intimidació al desembre, amb el creuer Nyelly, va ser igualment infructuós. Llavors França va tirar pel dret, amb l'enviament d'una esquadra real de quatre vaixells, entre els quals dos creuers, el 22 de març de 1887, sota el comandament del capità de vaixell Dorlodot des Essarts, cap de la Divisió Naval de l'Oceà Índic. Aquesta esquadra va desembarcar una força expedicionària de quatre companyies, que envoltaren la capital, la van ocupar i van fer presoner al príncep hereu Salim.
Abdallah III només va poder signar, sota la força, la legislació que permetia la instal·lació d'un resident francès que com a "representant d'una nació amiga, no intervindria en el govern del sultanat" (26 de març de 1887). Aquest text, que representava als ulls del comodor el màxim que podia ser requerit al sobirà sense fer caure el país en la revolució, no va aconseguir el consentiment del govern francès, que es va negar a ratificar-lo. A través del resident Troupel va imposar el 8 d'octubre de 1887 un nou tractat, que retornava a la versió francesa del tractat de 21 d'abril de 1886, especificant la instal·lació del resident, l'establiment d'un tribunal mixt i la fundació d'una escola francesa a Mutsamudu.
Malalt, gairebé cec, es va veure envoltat entre les exigències de l'imperialisme francès i la resistència dels seus subjectes, principalment dels seus propis germans, que van veure una amenaça mortal per a la cultura anjuanesa (Islam, drets dels notables, esclaus), confrontada davant greus dificultats financeres posteriors a la fallada de la plantació, que per consell dels europeus, havia tractat de crear a Bambao; Abdallah III estava esgotat.
França va tenir a bé, a continuació, reemplaçar a Troupel per un metge, el Dr. Ormières, que sembla haver adquirit al principi, la confiança del sultà i la població. Va recomanar per calmar el descontentament dels notable esclavistes, publicar un dahir (decret) abolicionista que va temperar la mesura per l'obligació dels lliberts de romandre deu anys al servei dels seus amos (26 de gener de 1889). Va ser molt mal rebut per la població d'esclaus. Poc després (17 de març de 1889) Ormières es va fer reconèixer el dret a interferir en el govern intern del soldanat. Tant amos com esclaus sentien la pressió francesa i la popularitat d'Anglaterra va anar en augment, i a tot arreu la revolta estava a l'orde del dia. Es va evitar només per l'estacionament, a Mutsamudu, de vaixells de guerra francesos que se succeeixen els uns als altres durant diversos mesos. La resistència es va veure obligada llavors, del costat del govern, a actuar tant com fos possible, com si no existissin els acords; i, pel costat de la gent, a fer gestos hostils cap al resident francès. En aquestes circumstàncies, França va decidir retirar temporalment el Dr. Ormières i tancar els edificis de la residència (21 de gener 1891).
Però el 2 de febrer de 1891, el sultà Abdallah III va morir. El seu fill Salim el va succeir; però va haver d'enfrontar immediatament a un aixecament d'esclaus i dels agricultors de les muntanyes (Koni i Nioumakélé) que es van reunir al voltant del Príncep Said Othman, el germà d'Abdallah III, que es va proclamar sultà i va emetre un dahir d'alliberament immediat dels esclaus. Els rebels van envair i van saquejar Mutsamudu i Domoni, matant a unes tres-centes persones que no van poder escapar. Aquests trastorns van fer intervenir a França, a petició del clan al.Masila, que el 23 d'abril de 1891 va enviar una esquadrilla de quatre vaixells, que després de desembarcar una força expedicionària de mil homes, van ancorar a la capital i la van bombardejar i van instal·lar com a sultà a un home de palla francès, el príncep Said Omar, net d'Abdallah I, que vivia a Mayotte des de 1846, després d'haver afavorit la compra de l'illa per part de França. La força expedicionària estava operant a Anjouan; i malgrat certa resistència, especialment a causa dels agricultors de les muntanyes (Koni Ngani en particular) es va apoderar de l'illa. La nació d'Anjouan nació es va enfonsar a la nit; això duraria un segle. A la mort de Said Omar el 1893 el seu fill, nascut a Mayotte, Said Muhammed, el va succeir. Les possessions dels sultà i els seus germans podien ser considerades pels colonialistes com a domanials, sense oposició per part del clan al-Masila, que estava satisfet de veure als seus rivals desposseïts. la colonització de la terra va arribar a ser esbiaixada en aquest context. A Mutsamudu, el palau d'Abdallah III, davant de la mesquita, indegudament recuperat per Said Omar, va esdevenir un edifici administratiu per complir diverses funcions. El tribunal es va instal·lar en una altra casa antiga. A Bambao el Mtsanga, palau modern d'Abdallah III situat en terrenys agrícoles, es va convertir en centre colonial, on inicialment sacerdots vinguts regularment des de Mayotte ensenyaven catecisme als nens de les quinze famílies franceses que residien al poble de plantació abans va esdevenir la residència del director de la "Societat Bambao". Diversos materials del domini agrícola de Maharani (prop de Bambao) foren transferits primer a Bambao, àrea arrendada al colon Boin el 1893 i a l'any següent amb un contracte d'arrendament de vint-i-nou anys; més tard serà transferit el 1923 al domini de Pomoni al sud per la Societat colonial de Bambao, que es va convertir en titular de tots aquests llocs.

### Establiment de la colònia
Des de 1892, el poder a les illes Comores fou exercit pels residents governadors (subordinats a Mayotte), que a poc a poc havien assolit tot el poder. Les possessions colonials constituïen gairebé la meitat de la Grande Comore, el 40% d'Anjouan i el 20% de Moheli. A continuació, les illes es convertiren en colònia de "Mayotte i dependències." A mesura que el treball es torna cada vegada més car a Reunió, Comores, oblidades pel govern central, oferiren als colons i les societats colonials (com Bambao) millors perspectives i una mica de la mà d'obra necessària per a les plantacions de plantes aromàtiques i vainilla. Durant aquest període, els colons van privar completament als agricultors de les Comores de les seves terres i els van utilitzar en les plantacions colonials com "contractats". L'idioma oficial va esdevenir el francès, l'ensenyament va passar de l'àrab al francès. L'ús del suahili però, va continuar en el comerç.
El 1904 les quatre illes van quedar unides com a colònia única de Mayotte i dependències sense administracions separades per les illes. Va seguir el 9 d'abril de 1908, un segon decret incorporant Mayotte i les seves dependències oficiosament a Madagascar, incorporació feta oficial el 25 de juliol de 1912 però que no fou efectiva fins al 23 de febrer de 1914 (territori de Comores com a districte dins de la colònia de Madagascar). La situació va durar fins al 1946 quan les Comores foren segregades de Madagascar i constituïdes en Territori d'Ultramar separat.

## Llista de sultans
- Ali al-Farsi o Muhammad ben Isa Al-Shirazi (tradició oral) tombant del segle XV-XVI
- Hassani al-Shirazi Madoua o Maduwa vers 1520-1550
- Mohamed ben Hassan vers 1550-1598
- Halima Djoumbé I 1598-1615
- Maouana (Mawana) Idarous 1615-1645
- Manaou Idarous vers 1645-?
- Alaoui (Alawi) al-Masela (al-Masila), consort de l'anterior, vers 1650-1693
- Halima Djumbe II vers 1693-?
- Abu Bakr ben Salim, consort de l'anterior, vers 1695-1711
- Salim I 1711-1741
- Djumbe, 1741-?
- Ahmed Said, consort de l'anterior, 1741-1792
- Abdallah I Mougne Fani 1792-1803
- Alaoui I o Alawi I 1803-1821
- Abdallah II 1821-1832
- Ali ben Salim 1832-1833
- Abdallah II (restablert pels britànics) 1833-1836
- Alaoui II o Alawi II 1836-1840
- Hassan Said (sota el nom de Salim II ben Alaoui I) 1840-1855
- Abdallah III 1855-1891
- Salim III 1891
- Said Othman 1891
- Said Omar 1891-1893
- Said Mohamed 1893-1904 (dins la colònia de Mayote i dependències però cada illa autònoma)

## Residents
- 1886 - 1888 Théodore Troupel
- 1888 - 1895 Louis Auguste Bertrand Ormières 
  - 1892 - 189? Jean Baptiste Castaing (suplent d'Ormières)